# Tischtennisweltmeisterschaft 1951
Die 18. Tischtennisweltmeisterschaft fand vom 3. bis 11. März 1951 im Konzerthaus in Wien (Österreich) statt.

## Allgemeines
Deutschland nahm erstmals nach dem Zweiten Weltkrieg wieder teil. Um dies zu ermöglichen, mussten mehrere Bedingungen erfüllt werden:
- Gesamtdeutsche Mitgliedschaft : 1950 hatten die BRD und die DDR getrennt beim Weltverband ITTF eine Aufnahme beantragt. Der ITTF bestand aber darauf, dass Deutschland als einziges Mitglied auftreten sollte. Daraufhin beantragten die BRD und die DDR 1951 eine gemeinsame Mitgliedschaft. Diese wurde gegen den Willen des ITTF-Präsidenten Ivor Montagu genehmigt, der Deutschland lediglich eine „goodstanding-Mitgliedschaft“ zugestehen wollte.[2] Für Deutschland setzten sich insbesondere Gunnar Ollen (Schweden) und Kurt Kunodi (Präsident des Österreichischen Tischtennisverbandes) ein.[3]
- Wiederbeschaffung des Corbillon-Pokals: Bei der Weltmeisterschaft 1939 hatte die deutsche Damenmannschaft den Corbillon-Cup gewonnen. Dieser Pokal war im Laufe des Krieges oder in den Nachkriegsjahren verloren gegangen. Der DTTB musste nun 120.000 französische Franc an den ITTF bezahlen, damit man einen neuen Pokal beschaffen konnte.

Das Saarland wird „goodstanding-Mitglied“ im ITTF.
Die gesamtdeutschen Mannschaften bildeten sich aus Willi Mallon (Kassel), Dieter Mauritz (München), Kurt Seifert (Wiesbaden), Walter Than (München) und Heinz Schneider (Mühlhausen in Thüringen) bei den Herren sowie Hilde Bussmann (Frankfurt am Main), Berti Capellmann (Würselen), Hertha Maier (München) und Astrid Horn (Quedlinburg, DDR) bei den Damen.
Die Ostdeutschen Heinz Schneider/Astrid Horn erreichten im Mixed das Viertelfinale, unterlagen hier aber den späteren Weltmeistern Váňa/Rozeanu. Richard Bergmann konnte seinen Titel nicht verteidigen, weil ihn der englische Tischtennisverband ETTA wegen nicht genehmigter Wettkämpfe in Südafrika sperrte.

## Wissenswertes
- Die Eröffnung erfolgte am 3. März 1951 um 18 Uhr. Nach Begrüßungsworten durch den Präsidenten des Österreichischen Verbandes, Dr. Kurt Kunodi, sprach der Wiener Bürgermeister Theodor Körner die Worte: "Im Namen der Völkerfreundschaft erkläre ich die Weltmeisterschaften für eröffnet"; danach marschierten die Mannschaften in den Saal.[6][7]
- In der englischen Damenmannschaft spielten mit Diane Rowe (später Ehefrau von Eberhard Schöler) und Rosalind Rowe Zwillinge. Sie gewannen auch die Weltmeisterschaft im Doppel.
- Der Österreicher Waldemar Fritsch gewann mit Hilfe seines Schwammbelages alle Spiele im Mannschaftswettbewerb.
- Auf dem während der WM stattfindenden ITTF-Kongress wurde der Ungar Zoltán Mechlovits zum ITTF-Ehrenmitglied ernannt.
- Der Jugoslawe Tibor Harangozo war Trainer der österreichischen Nationalmannschaft.[5]
- Zur Tischtennis-WM verwendete die Post in Wien einen Sonderstempel vom 3. bis 11. März 1951.
- Das spannende Mannschaftsfinale der Herren wurde am 7. März ausgetragen.[8]
- Bohumil Váňa (ČSR) schied als erster der Gesetzten bereits am ersten Tag der Einzelbegegnungen am 8. März aus.[9]
- Die Damen-Einzel und alle Doppel begannen am 9. März.[10]
- Die Herren-Semifinali am 10. März brachten Überraschungen, denn sowohl Václav Tereba, der gegen Johnny Leach verlor, als auch Ferenc Sidó waren die Turnier-Favoriten gewesen.[11]
- Die ägyptische Damenmannschaft (Alsahayati Fawkia, Abuheil Hadiga, Fahmi Dorreya) weigerte sich, gegen die Mannschaft aus Israel (Leipnick, Goldmann) anzutreten.[12]
- S. Sultana aus Indien war mit 13 Jahren die bislang (1951) jüngste Teilnehmern einer Tischtennisweltmeisterschaft.[12]

## Ergebnisse
Folgende Deutsche nahmen nur an den Individualwettbewerben teil:
- Damen: Edith Schmidt (BRD)

| Wettbewerb        | Rang | Sieger                                                                                             |
| ----------------- | ---- | -------------------------------------------------------------------------------------------------- |
| Mannschaft Herren | 1.   | CSR (František Tokár, Ivan Andreadis, Bohumil Váňa, Václav Tereba, Ladislav Štípek)                |
| Mannschaft Herren | 2.   | Ungarn (József Kóczián, Kálmán Szepesi, Jozsef Farkas, Ferenc Sidó)                                |
| Mannschaft Herren | 3.   | Jugoslawien (Žarko Dolinar, Josip Vogrinc, Zdenko Uzorinac, Josip Gabric, Vilim Harangozo)         |
| Mannschaft Herren | 10.  | Deutschland (Willi Mallon, Dieter Mauritz, Heinz Schneider, Kurt Seifert, Walter Than)             |
| Mannschaft Herren | 13.  | Schweiz (André Estoppey, Marcel Meyer de Stadelhofen, Michel Roux, Hugo Urchetti, Georges Wassmer) |
| Mannschaft Herren | 13.  | Österreich (Otto Eckl, Waldemar Fritsch, Heribert Just, Kurt Russak, Ferdinand Schuech)            |
| Mannschaft Damen  | 1.   | Rumänien (Paraschiva Patulea, Angelica Adelstein-Rozeanu, Sari Szasz-Kolosvary)                    |
| Mannschaft Damen  | 2.   | Österreich (Ermelinde Wertl, Trude Pritzi, Gertrude Wutzl)                                         |
| Mannschaft Damen  | 3.   | Schottland/Wales (Helen Elliot, Elisabeth Pithie, Audrey Bates/WAL, Betty Gray/WAL)                |
| Mannschaft Damen  | 3.   | England (Diane Rowe, Rosalind Rowe, Joyce Roberts, Margaret Franks)                                |
| Mannschaft Damen  | 9.   | Deutschland (Hilde Bussmann, Berti Capellmann, Astrid Horn, Hertha Maier)                          |
| Mannschaft Damen  | 15.  | Schweiz (Jeannette Grandjean, Isabel Vez)                                                          |
| Herren Einzel     | 1.   | Johnny Leach – ENG                                                                                 |
| Herren Einzel     | 2.   | Ivan Andreadis – TCH                                                                               |
| Herren Einzel     | 3.   | Ferenc Sidó – HUN                                                                                  |
| Herren Einzel     | 3.   | Václav Tereba – TCH                                                                                |
| Damen Einzel      | 1.   | Angelica Adelstein-Rozeanu – ROM                                                                   |
| Damen Einzel      | 2.   | Gizella Lantos-Gervai-Farkas – HUN                                                                 |
| Damen Einzel      | 3.   | Leah Neuberger-Thall – USA                                                                         |
| Damen Einzel      | 3.   | Trude Pritzi – AUT                                                                                 |
| Herren Doppel     | 1.   | Ivan Andreadis/Bohumil Váňa – TCH                                                                  |
| Herren Doppel     | 2.   | Ferenc Sidó/József Kóczián – HUN                                                                   |
| Herren Doppel     | 3.   | Jack Carrington/Johnny Leach – ENG                                                                 |
| Herren Doppel     | 3.   | František Tokár/Ladislav Štípek – TCH                                                              |
| Damen Doppel      | 1.   | Diane Rowe/Rosalind Rowe – ENG                                                                     |
| Damen Doppel      | 2.   | Angelica Adelstein-Rozeanu/Sari Szasz-Kolosvary – ROM                                              |
| Damen Doppel      | 3.   | Peggy Ichkoff/Leah Neuberger-Thall – USA                                                           |
| Damen Doppel      | 3.   | Rozsi Karpati/Gizella Lantos-Gervai-Farkas – HUN                                                   |
| Mixed             | 1.   | Bohumil Váňa – TCH/Angelica Adelstein-Rozeanu – ROM                                                |
| Mixed             | 2.   | Vilim Harangozo – YUG/Ermelinde Wertl – AUT                                                        |
| Mixed             | 3.   | Johnny Leach/Diane Rowe – ENG                                                                      |
| Mixed             | 3.   | József Kóczián/Rozsi Karpati – HUN                                                                 |

## Medaillenspiegel
| Rang  | Land               | Gold | Silber | Bronze | Gesamt |
| ----- | ------------------ | ---- | ------ | ------ | ------ |
| 1     | Tschechoslowakei   | 2,5  | 1      | 2      | 5,5    |
| 2     | Rumänien           | 2,5  | 1      | 0      | 3,5    |
| 3     | England            | 2    | 0      | 3      | 5      |
| 4     | Ungarn             | 0    | 3      | 3      | 6      |
| 5     | Österreich         | 0    | 1,5    | 1      | 2,5    |
| 6     | Jugoslawien        | 0    | 0,5    | 1      | 1,5    |
| 7     | Vereinigte Staaten | 0    | 0      | 2      | 2      |
| 8     | Wales              | 0    | 0      | 0,5    | 0,5    |
| 8     | Schottland         | 0    | 0      | 0,5    | 0,5    |
| Total | Total              | 7    | 7      | 13     | 27     |